# Долани (Штип)
Долани (мкд. Долани) су насеље у Северној Македонији, у средишњем делу државе. Долани су село у саставу општине Штип.

## Географија
Долани су смештени у средишњем делу Северне Македоније. Од најближег града, Штипа, насеље је удаљено 6 km јужно.
Насеље Долани се налази у историјској области Лакавица. Насеље је положено у долини реке Криве Лакавице, леве притоке Брегалнице. Источно од насеља издиже се горје Јуруклук. Надморска висина насеља је приближно 370 метара.
Месна клима је умерено континентална.

## Становништво
Долани су према последњем попису из 2002. године имали 73 становника.
Већинско становништво су етнички Македонци (79%), а остали су Цинцари (21%).
Претежна вероисповест месног становништва је православље.
После Првог светског рата овде су досељавани Личани.